# Moucherolle à sourcils jaunes
Satrapa icterophrys
Pour les articles homonymes, voir Satrapa (homonymie).
Ne doit pas être confondu avec Moucherolle à ventre jaune, Moucherolle à croupion jaune ou Moucherolle à croupion jaune (homonymie).
Genre
Espèce
Statut de conservation UICN

 LC  : Préoccupation mineure
Le Moucherolle à sourcils jaunes (Satrapa icterophrys) est une espèce de passereaux de la famille des Tyrannidae. C'est la seule espèce du genre Satrapa.

## Distribution
Cet oiseau vit au Venezuela ainsi que dans une zone allant de l'extrême sud-est du Pérou au nord de l'Argentine et à l'est et au sud du Brésil,.

## Systématique
Cette espèce est monotypique selon la classification de référence du Congrès ornithologique international (version 9.1, 2019).